# Silvino Elvídio Carneiro da Cunha
Silvino Elvídio Carneiro da Cunha, primeiro e único barão de Abiaí, (Paraíba, 31 de agosto de 1813 — Recife, 8 de abril de 1892) foi um político brasileiro, chegando a assumir cargos como presidente da Província da Paraíba, presidente da Província do Rio Grande do Norte, presidente da Província de Alagoas e presidente da Província do Maranhão.

## Biografia
Filho de Manuel Florentino Carneiro da Cunha, formou-se na Faculdade de Direito de Olinda em 1853. Foi deputado provincial durante várias legislaturas na Paraíba.
Foi presidente das províncias da Paraíba, de 16 de abril a 11 de junho de 1869, de 17 de outubro de 1873 a 10 de abril de 1876, do Rio Grande do Norte, de 22 de março de 1870 a 11 de janeiro de 1871, de Alagoas, de 28 de maio de 1871 a 22 de dezembro de 1872, do Maranhão, de 4 de março a 4 de outubro de 1873.
Também foi inspetor da Alfândega da Paraíba, do Amazonas e do Maranhão. Além de delegado de Polícia, promotor público e secretário do governo, foi também diretor da instrução pública e procurador fiscal da Fazenda na Paraíba.  Era membro do Instituto Arqueológico, Histórico e Geográfico de Pernambuco.
Morreu a bordo do vapor Olinda quando esse se aproximava do litoral recifense.
Casou-se em 1850 com Adelina Bezerra Cavalcanti de Albuquerque, baronesa consorte de Abiaí.

## Títulos nobiliárquicos e honrarias

Armas do barão de Abiaí.

Recebeu a comenda da Imperial Ordem da Rosa e da Imperial Ordem de Cristo, oficial do Mérito Agrícola e da Legião de honra da França. Foi fidalgo cavaleiro da Casa Imperial.

### Barão de Abiaí
Título conferido por decreto imperial em 18 de janeiro de 1882. Faz referência à localidade paraibana de Abiaí, posteriormente batizada como Pitimbu.